# ひろしまアニメーションシーズン
ひろしまアニメーションシーズン（英語: HIROSHIMA ANIMATION SEASON）は2022年から日本の広島市で開催されているアニメーションの映画祭。2020年迄の広島国際アニメーションフェスティバルの後継企画だが「世界4大アニメフェス」の一角ではなくなり、ひろしま国際平和文化祭の1企画となった。

## 概要
2020年に広島市は、1985年からほぼ隔年で開催してきた「広島国際アニメーションフェスティバル」は2020年で終了し、後継企画として音楽等を含む新たな「ひろしま国際平和文化祭」を発表した。そしてそのメディア芸術部門のメイン企画として「ひろしまアニメーションシーズン」を位置づけた。
第1回の「ひろしまアニメーションシーズン2022」は2022年8月17日から21日に開催され、国際コンペティションと色々な特集上映から構成された。コンペティションには86の国・地域から2149本の応募があり、グランプリにはジョルジュ・シュビッツゲーベル監督の「ダーウィンの手記」が選ばれた。また国内外の長編アニメーション作品を積極的にプログラムに取り入れた。全体の上映作品数は約260本で「広島国際アニメーションフェスティバル」より半減し、5日間の来場者数は新型コロナ禍の影響もあり約4割減の延べ約1万9千人となった。次回は2024年に開催予定。